# Gayatri

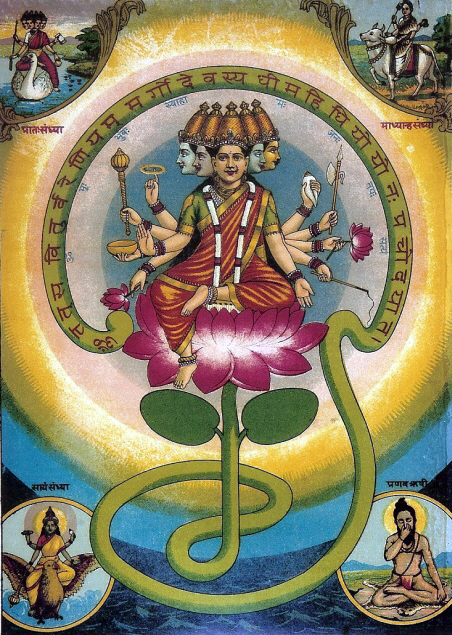

Gayatri of Gāyatrī is een godin in het hindoeïsme. Gayatri is de vrouwelijke vorm van gāyatra; sanskriet voor lied of hymne.
Gāyatrī wordt afgebeeld op een rode lotus, symbool voor rijkdom. Ze verschijnt in verschillende vormen:
- met vijf hoofden en tien paar ogen die in de acht richtingen kijken én de aarde en de lucht, en met tien armen (met daarin de wapens van Vishnu) die staan voor haar reïncarnaties. De vier hoofden staan voor de vier vedas en het vijfde voor de almachtige god.
- samen met een witte zwaan, met een boek in één hand.

Gayatri is een aspect van Sarasvati. In een legende uit de Skanda Purana werd Gayatri Brahma's tweede vrouw. Bij een offer kwam Savitri (Sarasvati) te laat opdagen, waarop Brahma aan Indra de opdracht gaf een andere vrouw voor hem te zoeken. Indra kwam terug met het melkmeisje Gayatri en Rudra en Vishnoe trouwden hen. 
Toen kwam Savitri en Brahma probeerde zich te verontschuldigen, maar Savitri is woedend en vervloekt alle betrokkenen: Brahma zal nog maar een dag per jaar worden vereerd, Indra zal door zijn vijanden in ketens worden geboeid en in een vreemd land worden opgesloten; Vishnoe zal onder de mensen worden geboren en zijn vrouw Lakshmi zal hem worden ontstolen; Rudra zal zijn mannelijkheid verliezen; Agni zal alle zuivere en onzuivere zaken verslinden; Indrani, de vrouw van Indra, zal worden begeerd door Nahusha, de tijdelijke opvolger van Indra; zelfs de priesters en brahmanen worden door haar vervloekt en de vrouwen van de goden zullen onvruchtbaar zijn. 
Toen Savitri boos was weggegaan verzachtte Gayatri de vloeken. De Padma Purana vertelt dat Savitri terugkwam en Brahma haar vroeg wat hij volgens haar met Gayatri zou moeten doen. Gayatri wierp zich aan haar voeten, waarop Savitri zei, dat een echtgenote haar man diende te gehoorzamen en ze samen met Brahma verbonden zouden zijn.

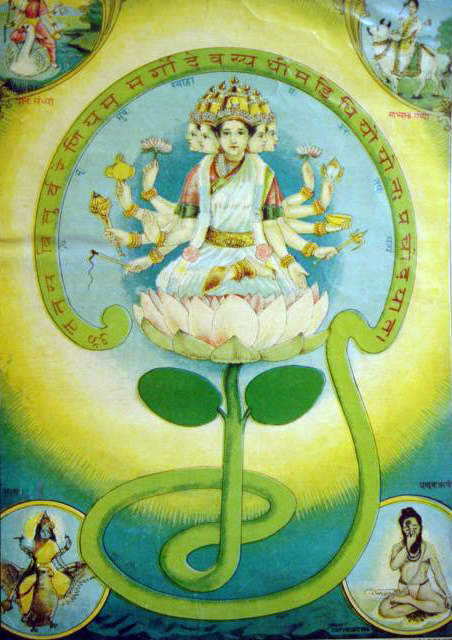
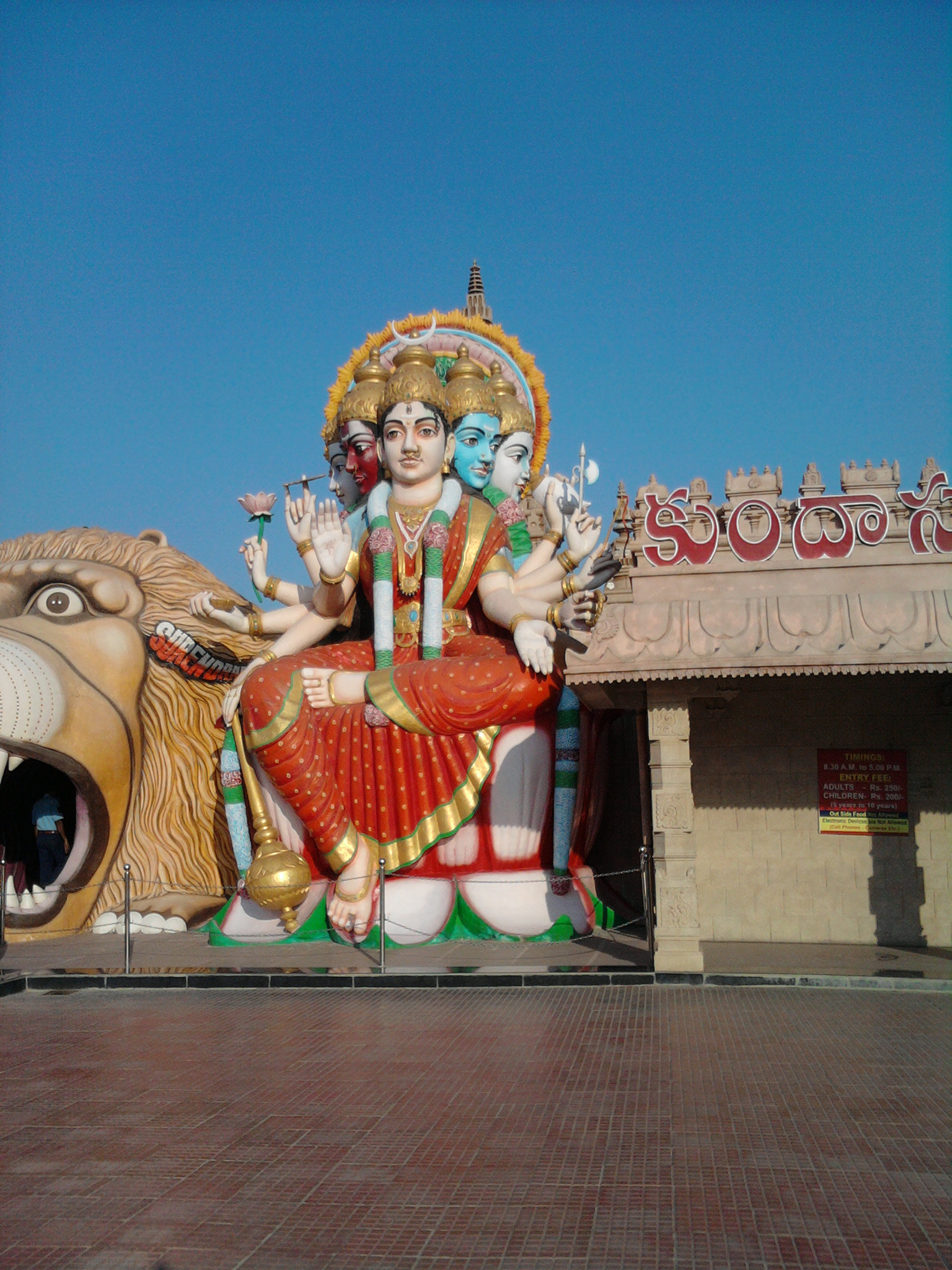

1. ↑  W.J.Wilkins, (1882), Hindu Mythology, Rupa & Co, Delhi, heruitgave 1994, pp. 111-115